# Чэнсян (район)
Чэнся́н (кит. упр. 城厢, пиньинь Chéngxiāng) — район городского подчинения городского округа Путянь провинции Фуцзянь (КНР).

## История
Исторически эти места были частью уезда Путянь (莆田县). Во времена империи Сун в 979 году эти земли перешли в состав нового уезда Синхуа (兴化县). После монгольского завоевания и образования империи Юань в 1279 году был образован Синхуаский регион (兴化路), а здесь разместились органы его власти. Урбанизированная часть уезда, в которой разместились административные структуры, была разделена на четыре района-сяна (厢), и отсюда и пошло название «чэнсян» («город сянов»). После свержения власти монголов и образования империи Мин «регионы» были переименованы в «управы» — так в 1369 году появилась Синхуаская управа (兴化府). В 1448 году уезд Синхуа был расформирован, и эти земли вернулись в состав уезда Путянь. После Синьхайской революции в Китае была проведена реформа структуры административного деления, в ходе которой управы были упразднены, поэтому в 1912 году Синхуаская управа была расформирована.
После образования КНР в 1949 году был создан Специальный район Цюаньчжоу (泉州专区), и уезд вошёл в его состав. В 1955 году Специальный район Цюаньчжоу был переименован в Специальный район Цзиньцзян (晋江专区).
В июне 1970 года уезд перешёл из состава Специального района Цзиньцзян в состав Специального района Миньхоу (闽侯专区), и власти Специального района Миньхоу переехали из уезда Миньхоу в уезд Путянь. В мае 1971 года Специальный район Миньхоу был переименован в Округ Путянь (莆田地区).
Постановлением Госсовета КНР от 18 апреля 1983 года округ Путянь был расформирован, и уезд был передан в состав округа Цзиньцзян (晋江地区).
Постановлением Госсовета КНР от 9 сентября 1983 года уезды Путянь и Сянью были выделены в отдельный городской округ Путянь; при этом из уезда Путянь была выделена урбанизированная зона, которая была разделена на районы Чэнсян и Ханьцзян.

## Административное деление
Район делится на 3 уличных комитета и 4 посёлка.